# Potamone di Mitilene
Potamone di Mitilene (Mitilene, 65 a.C. circa – 25 d.C. circa) è stato un retore e storico greco antico.

## Biografia
Oratore e storico di Mitilene, Potamone avrebbe esercitato, secondo la Suda, all'epoca di Tiberio, distinguendosi per la rivalità con il celebre Teodoro di Gadara nell'educazione del futuro secondo imperatore. La sua città lo mandò nelle ambasciate a Roma nel 45 a.C. e nel 25 d.C..
Quando suo figlio fu ucciso, secondo Seneca il Vecchio, pronunciò una suasoria agli spartani, in cui li esortava a fuggire dalle Termopili, in gara con il suo rivale Lesbocle, che ne chiuse la scuola di retorica dopo la morte del figlio.
Secondo una testimonianza antica, Potamone morì a 90 anni.

## Opere
La Suda informa che Potamone scrisse di alessandrografia, con un Su Alessandro il Macedone (Περὶ ᾽Αλεξάνδρου τοῦ Μακεδόνος) e di storia locale, componendo degli Annali di Samo (῞Ωρους Σαμίων): di queste due opere non resta, appunto, che la menzione nell'enciclopedia bizantina.
Alla sua attività retorica risalgono opere, similmente menzionate da Suda, come Elogio di Bruto (Βρούτου ἐγκώμιον), Elogio di Cesare (Καίσαρος ἐγκώμιον) e il trattato Sul perfetto oratore (Περὶ τελείου ῥήτορος).